# Гарт (литературная организация)

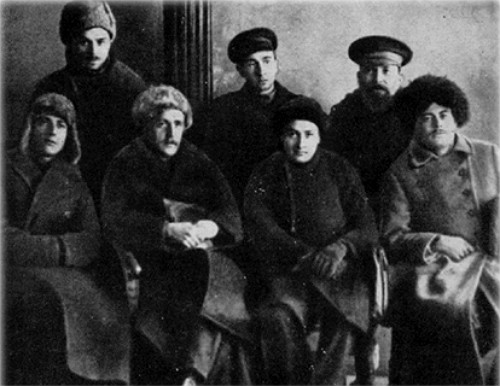
Литературная группа «Гарт» (1923 год). Сидят слева направо: В. Сосюра, В. Блакитный, В. Полищук, М. Йогансен. Стоят: М. Хвылевой, В. Коряк, Василий Радыш

«Гарт» (рус. «Закалка») — литературная организация украинских пролетарских писателей, организованная в 1923 году писателем Василием Эллан-Блакитным. В организацию «Гарт» входили известные украинские писатели Иван Кулик, Владимир Сосюра, Валериан Полищук, В.Коряк, Майк Йогансен, Павло Тычина, Александр Довженко, Мыкола Хвылевый, А. Копыленко, И. Сенченко, Владимир Гадзинский,  Константин Гордиенко, Василий Радыш и другие.

## Деятельность
Целью литературной организации «Гарт» было объединение украинских пролетарских писателей и создание на Украине коммунистической культуры. Согласно уставу организации языком творчества членов этого литературного союза должен быть украинский язык. «Гарт» просуществовал до 1925 года. После смерти Василия Эллан-Блакитного организация распалась после выхода Мыколы Хвылевого, который организовал в 1925 году «Свободную Академию Пролетарской Литературы» (ВАПЛИТЕ).

## Источник
- Українська радянська енциклопедія/ ред. М. Бажан; 2-е видання. — К., 1974—1985